# Saskhori
 (octobre 2020).
Saskhori (en géorgien : სასხორი) est un petit village en-dehors de Mtskheta (Géorgie).